# Dietrich Brauer
Pour les articles homonymes, voir Brauer.
Dietrich Borissovitch Brauer (Ди́трих Бори́сович Бра́уэр), né le 3 janvier 1983 à Vladivostok en RSFSR est un archevêque de l'Église protestante-luthérienne de la Russie européenne (2014-2022).

## Biographie
Il naît à Vladivostok dans une famille d'Allemands de Russie dont le père est ingénieur et la mère, professeur de musique. Les deux sont agnostiques. Il poursuit ses études secondaires à Moscou et termine aussi une école musicale. Il fait ensuite des études de droit et entre 2001 et 2005 étudie au séminaire théologique de Novossaratovka dans l'oblast de Léningrad.
Entre 2005 et 2009, il est pasteur avec sa femme à Goussev (ex-Gumbinnen) dans la prévôté de Kaliningrad. En mars 2010, l'archevêque August Kruse nomme Dietrich Brauer visiteur épiscopal de l'Église protestante-luthérienne de la Russie européenne (ЕЛЦ ЕР). Le 11 mars 2011, il est élu évêque au XVIIIe synode de cette Église qui s'est tenu à Pouchkino. Il est béni le lendemain, sa consécration ayant lieu à l'église Saints-Pierre-et-Paul de Moscou, par August Kruse, assisté de l'évêque émérite Siegfried Springer et le président du synode général, Vladimir Provorov. C'est l'évêque le plus jeune et le premier natif de Russie d'une Église luthérienne en Russie.
En 2012, il est élu archevêque de l'Union des Églises protestantes-luthériennes de Russie et d'autres pays limitrophes (ELKRAS)
Le 18 septembre 2014, il est élu au synode général archevêque des Églises évangéliques-luthériennes de Russie. En mai 2015, il devient membre du conseil des relations avec les associations religieuses auprès du président de la fédération de Russie.
Peu après l'invasion de l'Ukraine par la Russie, il quitte le territoire de la Russie pour avoir critiqué lors d'une prédication l'opération spéciale militaire et s'installe en mars en Allemagne avec sa famille. Il donne sa démission le 1er juin 2022 et elle est acceptée par le synode général le 7 juin suivant. Le 8 juin 2022, celui-ci vote pour nommer un nouvel archevêque en la personne de Vladimir Provorov. Dietrich Brauer devient archevêque émérite.

## Famille
Dietrich Brauer est marié avec Tatiana Petrenko et père de trois enfants: Arthur, Anna et Paulina.

## Distinctions
- Commandeur de l'Ordre du Mérite de la République fédérale d'Allemagne (2020)[8].